# Концертний зал імені Михайла Глінки

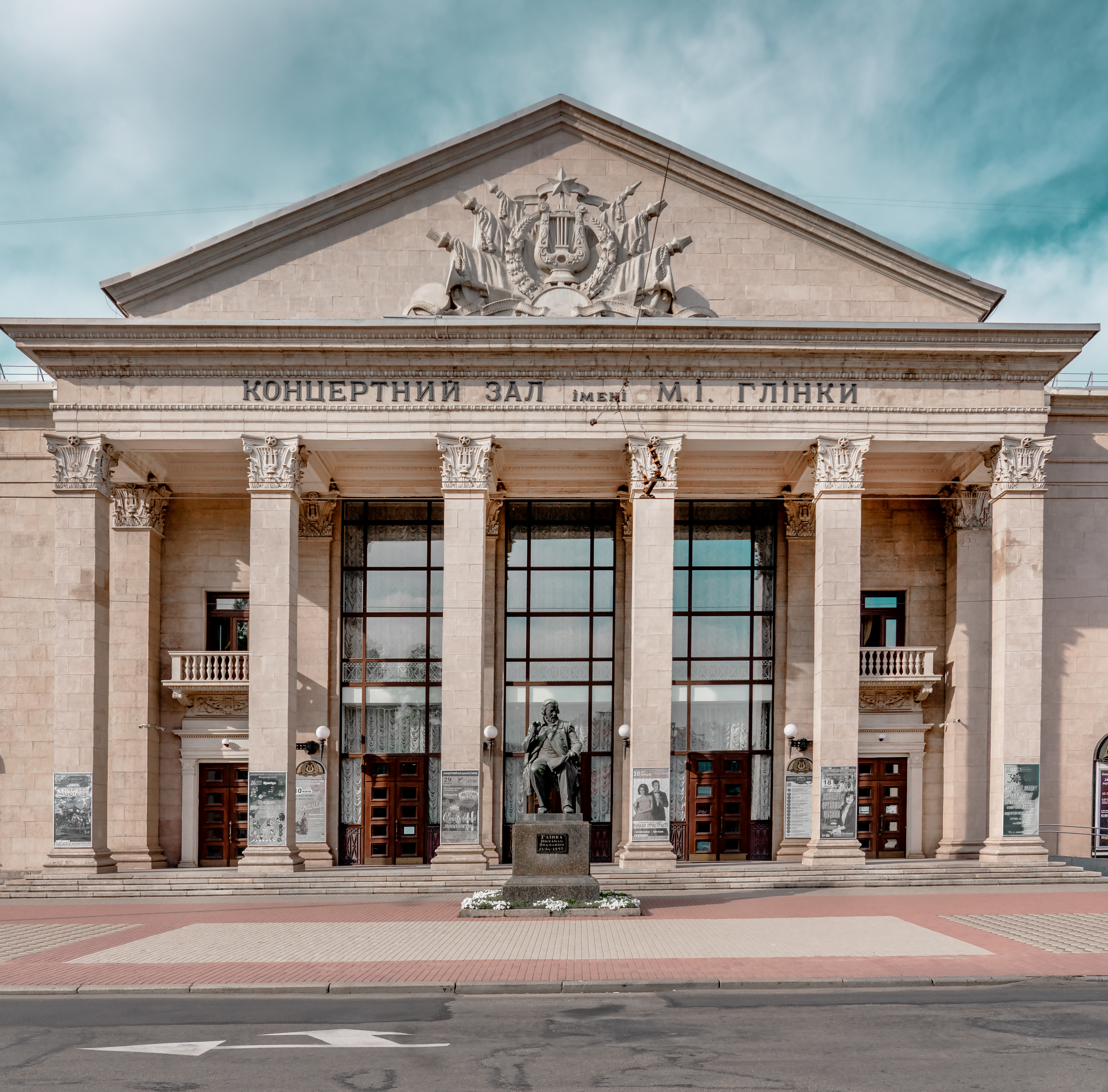
Концертний зал імені Михайла Глінки

Концертний зал імені Михайла Глінки — концертний зал у Запоріжжі, в якому розташована Запорізька обласна філармонія. Розташована на Соборному проспекті, неподалік від Дніпровської ГЕС. Має ім'я видатного композитора XIX століття Михайла Глінки.

## Історія
Будівля концертного залу зведена у 1950-ті роки архітектором Георгієм Вегманом та інженером В. Шапільським. Перед будівлею у 1955 році встановлено пам'ятник М. І. Глінки (скульптор — А. Страхов). Великий концертний зал вважається одним з найкращих залів Європи, має особливо святкову архітектуру та унікальні акустичні можливості. В оформленні зала, фоє, портиків використана ліпнина: капітелі колон, пілястр, балясини перил маршів сходинок та ін. В будівлі є два зали для глядачів: великий концертний (на 772 місця), камерний (на 120 місць) та малий (300 місць).
Запорізька обласна філармонія є комунальним закладом Запорізької обласної ради. Філармонія — єдина професійна концертна організація Запорізької області, яка заснована 11 січня 1939 року. Сучасну назву обласна філармонія отримала у 1978 році.
Концертний зал імені Глінки, який використовує Запорізька обласна філармонія, внесений до державного реєстру нерухомих пам'яток місцевого значення наказом Міністерства культури і туризму № 58/0/16-10 від 3 лютого 2010 року. Будівля є пам'яткою культурної спадщини, що не підлягає приватизації.
Наприкінці жовтня 2023 року на сайті Запорізької міської ради опубліковані переліки міських об'єктів, які містять «радянську символіку, символіку пов'язану з російською федерацією, символіку російської імперської політики» та «комуністичну символіку». Серед таких об'єктів — пам’ятник Михайлу Глінці, який встановлений напроти головного входу до філармонії та підлягає до демонтажу.
1 лютого 2025 року, внаслідок масованої дронової атаки з боку російських окупантів по Запоріжжю,  будівля концертного залу обласної філармонії зазнала пошкоджень. 